# José Jorge Duarte
José Jorge Marques Duarte de Jesus, mais conhecido por José Jorge Duarte (Almada, 7 de Abril de 1963), é um actor, encenador e dobrador português.
Foi revelado no concurso "Écran Mágico"  da RTP 2, em 1979, que se destinava a revelar novos talentos na arte da representação e onde foi vencedor da finalíssima desse concurso.
Participa no programa "Sheiks Com Cobertura" e no programa semanal "Tal e Qual" onde apareceu ao lado de Alice Cruz e Joaquim Letria.
Entra no programa "Eu Show Nico" de Nicolau Breyner e depois num dos primeiros episódios da série "Gente Fina É Outra Coisa". No teatro trabalha com Ricardo Pais na "Casa da Comédia".
Em 1984 participa como ator em sessões do concurso "Um, Dois, Três". Entra na série infantil "Zarabadim" (RTP) com autoria de José Fanha. Actor convidado em vários programas da série infantil "Sebastião Come Tudo".
Apresentador do concurso infantil "De cor e Salteado" Foi depois convidado para o espaço "Juventude e Família" da RTP onde fazia a ligação entre os vários desenhos animados. Em 1989 passa a ser o apresentador do programa "Hora do Lecas" onde passou a ser divulgada a programação infantil.
Em teatro trabalha em "Hamlet" encenado por Carlos Avilez e em “Romeu e Julieta” encenado por João Lourenço no Teatro Aberto.
Passa para a SIC onde apresenta os concursos "Responder à Letra" e "Labirinto". Em 1995 apresenta na RTP, com Rute Marques, o concurso "Despedida de Solteiro". Na mesma estação apresenta "Gugu Dádá", igualmente uma produção da Miragem, em 1996.
É convidado para participar em "Reformado e Mal Pago". Colabora nos programas "Herman Enciclopédia" e "Herman 98".
Dedica-se mais às dobragens tendo entrado no "Rei Leão" e em produções seguintes.
Em 2014 faz de inspector Soares na telenovela "Sol de Inverno".

## Televisão

### Elenco principal
- Eu Show Nico 'várias personagens' RTP 1988
- Reformado e Mal Pago 'Ernesto Reis' RTP 1996/1997

### Outras participações
- Gente Fina É Outra Coisa - 'Jorge Gomes' RTP 1982
- A Mulher do Senhor Ministro - 'Professor/Belmiro' RTP 1995/1996
- Não Há Duas Sem Três - 'Carlos' RTP 1997
- Terra Mãe - 'ator na televisão' RTP 1998
- Médico de Família - '???' SIC 1998/2000
- Major Alvega - '???' RTP 1999
- Café da Esquina - 'Carlos' RTP 2001
- O Espírito da Lei - 'professor' SIC 2001
- Bem-Vindos a Beirais - '???' RTP 2014
- Sol de Inverno - 'inspector Soares' SIC 2014

## Teatro
- O Mar é Azul, Azul 1998 Teatro Aberto
- Às Vezes Neva em Abril 1998 Teatro Aberto

## Dobragens
Direção de dobragens:
- Back to Gaya
- Polar Express
- Horton e o Mundo dos Quem
- Igor
- Monstros vs Aliens
- Planeta 51
- Happy Feet
- Artur e os Minimeus
- Artur e Vingança de Maltazard
- Artur e a Guerra dos dois Mundos
- Pokémon 3
- Pokémon 4
- A Idade do Gelo
- A Idade do Gelo 2: Descongelados
- A Idade do Gelo 3: Despertar dos Dinossauros
- A Idade do Gelo: Um Natal de Mamute
- A Idade do Gelo 4: Deriva Continental
- O Gato
- Pular a Cerca
- Harry Potter e a Pedra Filosofal
- Harry Potter e a Câmara dos Segredos
- Harry Potter e o Prisioneiro de Azkaban
- Harry Potter e o Cálice de Fogo
- O Rapaz Formiga
- O Gangue dos Tubarões
- Gru - O Maldisposto
- Gru - O Maldisposto 2
- Gru - O Maldisposto 3
- Lenda dos Guardiões
- Turbo
- Astroboy
- Lorax
- A Origem dos Guardiões
- As Aventuras de Tintin: O Segredo do Licorne
- Asterix - O Domínio dos Deuses
- Mr. Peabody e Sherman
- Mínimos
- Pan - Viagem à Terra do Nunca
- O Amigo Gigante
- Mínimos e o Corta-Relva
- Kubo e as Duas Cordas
- Astérix - O Segredo da Poção Mágica

Dobragens:
- Rua Sésamo - Gualter; João Esquecido; Crinas
- Os Flintstones - Sr. Sandstone; Joe Rockhead
- As Aventuras de Peter Pan - George Darling
- O Livro da Selva - Balu
- Patoaventuras - Flintheart Glomgold
- A Bela e o Monstro - Lefou
- A Princesa Cisne - Clavius
- Pocahontas II: Viagem a Um Mundo Novo - Governador Ratcliffe (canções)
- Uma Vida de Insecto - Molt
- O Príncipe do Egipto - Hotep
- Johnny Bravo - Pops
- Shrek, Shrek 2, Shrek o Terceiro, Shrek para Sempre, O Susto de Shrek, Shrek de Natal - Shrek
- Harry Potter e a Pedra Filosofal - Chapéu Selecionador
- Harry Potter e a Câmara dos Segredos - Chapéu Selecionador
- Harry Potter e o Prisioneiro de Azkaban - Sirius Black
- Harry Potter e o Cálice de Fogo - Sirius Black
- Harry Potter e a Ordem da Fénix [o jogo] - Sirius Black
- Harry Potter e o Príncipe Misterioso [o jogo] - Giffard Abbott
- A Idade do Gelo - Oscar; Tapir
- A Idade do Gelo 2: Descongelados - Tapir
- Tarzan & Jane - Johannes Niels; Robert Canler
- Spirit: Espírito Selvagem - Sargento
- Looney Tunes: De Novo a Ação - Damian Drake, Scooby-Doo
- Scooby-Doo 2: Monstros à Solta - Scooby-Doo
- Monstros e Companhia - Charlie
- À Procura de Nemo, À Procura de Dory - Professor Raia
- O Gato - Sr. Humberfloob
- Robôs - Lug; Homem de lata
- Selvagem - Kazar
- Madagáscar - Vozes adicionais
- Garfield - O Filme - Doutor Feliz
- Garfield 2 - Lorde Dargis
- A Máscara 2: A Nova Geração - Loki
- Pokemon 2: O Poder Único - Slowking
- Pokémon 3: O Feitiço do Unown - Mordomo, Narrador
- Pokémon 4Ever - Máscara de Ferro, Narrador
- Astérix e os Vikings - Cacofonix
- Pular a Cerca - Dwayne LaFontaine
- Happy Feet - Boris; Vinnie
- Os Simpsons: O Filme - Homer Simpson
- Astroboy - Mike, o Frigorífico
- A Lenda dos Gaurdiões - Grimble
- As Aventuras de Tintin: O Segredo do Licorne - Hergé
- Rango - Rochoio
- Nutri Ventures - Alex
- Justin e a Espada da Coragem
- Lorax - Lorax
- O Gangue do Parque; O Gangue do Parque 2 - Toupeira
- O Tempo Entre Costuras - Silva
- Aviões: Equipa de Resgate - Cad Spinner
- Mr. Peabody e Sherman ... Leonardo Da Vinci
- Hulk e os Agentes da S.M.A.S.H - Ghost Rider
- Os Guardiões da Galáxia - Yondu
- Mínimos - Repórter, Dumo
- Zootrópolis - Duke Weaselton
- Alice do Outro Lado do Espelho - Wilkins
- Asterix - O Domínio dos Deuses  - Vozes adicionais
- A Bela e o Monstro (2017) - Sr. Samovar
- Patoaventuras (2017) - Flintheart Glomgold
- Smurfs: A Aldeia Perdida - Grande Smurf
- Astérix - O Segredo da Poção Mágica - Enxofrix